# 신포서
신포서(申包胥)는 중국 춘추시대 초나라의 정치가. 성은 미(羋), 씨는 신(申), 이름은 포서(包胥)이다. 또한 왕손포서(王孫包胥)이라는 이름으로도 불린다. 초 평왕, 초 소왕, 초 혜왕등 초나라 3대 임금을 섬겼으며, 오나라의 침공으로 초나라가 위태로울때 오나라의 열병이 된 옛 친구 오자서에게 저항했다.

## 생애

### 친구 오자서에게 간언하다
오자서가 초나라에 있었을 무렵에 친구로서 친하게 지냈지만, 기원전 522년 오자서의 아버지와 형이 초 평왕에 의해 살해당하는 사건이 일어난다. 복수를 하기 위해서 초나라를 도망 갈 때, 초나라를 반드시 멸망시킨다고 맹세하는 오자서에게 신포서는 나는 반드시 초나라를 존속시킨다고 하며 오자서의 소매를 잡고 말렸지만 별 소용이 없었다.
후에 오나라의 장군이 된 오자서는 기원전 506년 백거전투에서 승리하여 초나라를 혼란하게 만들고 사망한 초 평왕의 무덤을 파헤쳐서, 초 평왕의 시신을 채찍으로 삼백번 내리쳤다. 오자서가 벌인 소동에, 산중에 피하고 있던 신포서는 사람을 보내서 따졌다. 신포서의 말에 오자서는 “날은 저물고 길이 멀어서, 거꾸로 걸으며 거꾸로 일을 했다”(日暮途遠 倒行逆施)고 변명했다.

### 초나라를 구하다
오자서의 복수는 평왕의 뒤를 이은 소왕에게도 복수하려 왕의 행방을 쫓고 있었다. 그 사이에 신포서는 진나라(秦)에 원군을 요청하러 진 애공에게 찾아갔다. 소왕의 어머니가 진나라 공주였던 관계도 불구하고, 진 애공은 원군을 거절한다. 애공의 요청 거절에 대해, 신포서는 많이 한탄하여 7일 동안 아무것도 먹지 않고, 마시지 않고 계속 울었다. 그 모습에 감동한 애공은 "초나라는 무도한 나라지만, 충신이 있다면 멸망을 하는 것이 아니다."라는 말을 하고, 전차 5백대를 투입했다. 다음해인 기원전 505년 진나라의 원군은 오나라 군대를 무찌르고, 오나라의 내분이 일어나면서, 마침내 초나라는 오나라를 물리치는데 성공했다.
초나라를 지켰던 신포서에게 그가 이룬 공적을 보상하려고 한 초 소왕은 봉읍 5천호의 영지를 주려고 했지만, 신포서는 초나라에 있는 선조의 무덤을 지키지 못하였다고 하여 거절을 하였다.

### 월나라 왕과 만나다
기원전 476년 신포서는 초 혜왕 어머니의 아버지 뻘이 되는 월왕 구천의 사자로 수행하기 위해 입궐하였다. 이 때는 월나라가 오나라를 멸망시키는 마지막 시기였다. 신포서는 구천으로부터 오나라를 무너뜨리는 방법을 물어보았다. 몇마디의 문답을 주고 받은 후에, 신포서는 구천에게 승리하는 방법을 알려주었다. 이 말이 오나라의 멸망이 시작되는 원인 중에 하나가 되었고, 구천은 오나라를 멸망하는 일에 성공한다. 신포서는 조국인 초나라를 유린하였던 친구 오자서가 죽고 없었던 오나라를 월나라에게 멸망을 당하게 하는 장본인 중 하나였다.